# Phân chia Ba Lan thứ nhất

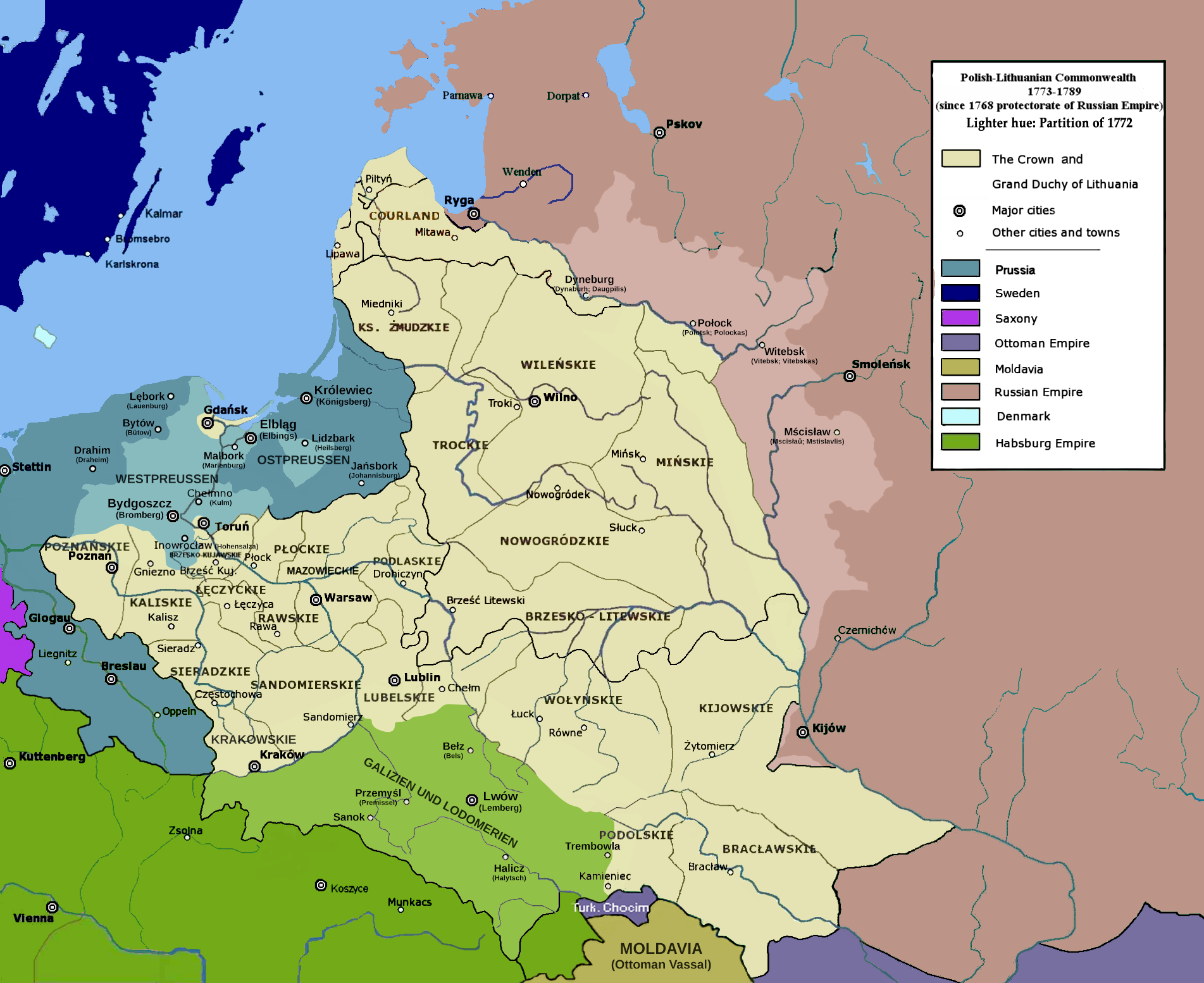
Liên bang Ba Lan và Lietuva sau đợt phân chia thứ nhất là một xứ bảo hộ của Đế quốc Nga 1773–1789

Phân chia Ba Lan lần thứ nhất của Thịnh vượng chung Ba Lan-Litva diễn ra vào năm 1772 là lần phân chia đầu tiên của ba lần phân chia làm kết thúc sự tồn tại của Thịnh vượng chung Ba Lan-Litva đến năm 1795. Sự gia tăng quyền lực của Đế quốc Nga, mối đe dọa của Vương quốc Phổ và Đế quốc Áo Habsburg, đêu là động lực chính đằng sau phân chia đầu tiên này. Frederick Đại đã triển đã sắp đặt việc phân chia này để ngăn chặn Áo, vốn ghen tị với thành công của Nga chống lại Đế chế Ottoman, không gây chiến. Khối thịnh vượng chung đã suy yếu, gồm cả bị Nga kiểm soát, được phân bổ theo các nước láng giềng Áo mạnh hơn, Nga và Phổ-để khôi phục lại sự cân bằng trong khu vực quyền lực ở Trung Âu trong ba quốc gia này. Với việc Ba Lan trên thực tế không thể bảo vệ chính mình, và với quân đội nước ngoài đã được ở bên trong đất nước, quốc hội Ba Lan (Sejm) phê chuẩn việc phân chia vào năm 1773 trong Sejm Partition triệu tập bởi ba cường quốc.